# Вітвер Іван Олександрович
Іван Олександрович Вітвер (25 лютого 1891 року, Ільїно —15 серпня 1966 року, Москва) — російський радянський економіко-географ, країнознавець, доктор географічних наук (1938), професор МДУ імені М. в. Ломоносова (1935) і МДІМВ. Заслужений діяч науки РРФСР, лауреат Державної премії СРСР. Засновник радянської наукової школи соціально-економічного країнознавства, автор серії підручників з соціально-економічної географії зарубіжних країн.

## Біографія

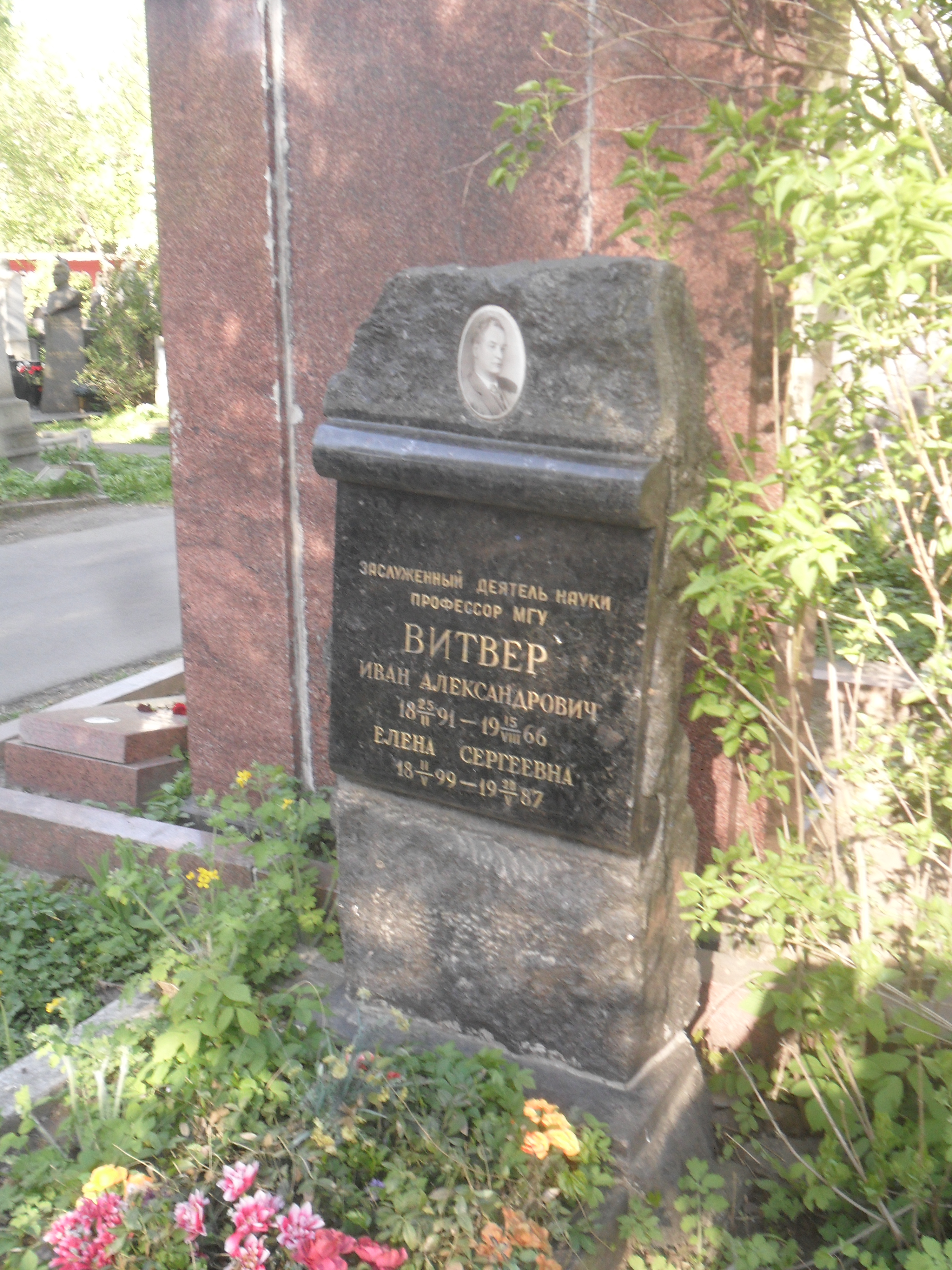
Могила Вітвера на Новодівичому кладовищі Москви

Іван Олександрович Вітвер народився 25 лютого 1891 року в присілку Ільїно Іллінської волості Корчевського повіту Тверської губернії (тепер Маловасильївське сільське поселення Кімрського район) в родині швейцарського сировара і російської дворянки.
Впродовж 1910—1913 років Іван Олександрович навчався на природничому відділенні фізико-математичного факультету Московського університету, де слухав лекції з географії та антропології професора Дмитра Миколайовича Анучина. Пізніше облишив навчання і поступив до Московської консерваторії. 1916 року, після завершення навчання в консерваторії повернувся до університету, 1921 закінчив історико-філологічний факультет за спеціальністю «історія». Впродовж 1922—1926 років навчався в аспірантурі Московського університету, паралельно працюючи науковим співробітником в Інституті історії. У вільний час викладав історію та економічну географію в школі. 1925 року Вітвер захистив дисертацію на тему «Військові поселення в Росії на початку XIX століття» і отримав ступінь магістра історії. Після цього він перейшов на роботу в редакцію видавництва «Велика радянська енциклопедія», де пропрацював до 1933 року спочатку у відділі історії, потім географії.
1929 року Микола Миколайович Баранський запросив Вітвера читати курси з Латинської Америк ина кафедрі економічної географії СРСР географічного факультету МДУ. У 1933 року отримує посаду доцента. Через рік стає завідувачем першої в Росії кафедри економічної та політичної географії капіталістичних країн. Ще через рік — доктором географічних наук і професором без захисту дисертації (звичайна практика того часу). Цю посаду він обіймав до 1954 року. Впродовж 1934-1936 років паралельно читав курси лекцій в Інституті червоної професури і в Комуністичній академії, працював в науково-дослідному Інституті географії.
Під час німецько-радянської війни, впродовж 1941—1943 років перебував в евакуації, був деканом географічного факультету в Ашхабаді і Свердловську. У 1944—1954 роках викладав на факультеті міжнародних відносин МДУ, пізніше Московський державний інститут міжнародних відносин (МДІМВ). Надалі зосередився на науковій та адміністративній роботі, був змушений залишити посаду завідувача кафедрою економічної географії капіталістичних країн 1954 року через проблеми зі здоров'ям.
Іван Олександрович Вітвер, як і ряд інших радянських географів, жодного разу не був за межами СРСР, що не заважало йому викладати економічну географію зарубіжних країн і писати підручники з країнознавства.
Помер Іван Олександрович 15 серпня 1966 року, у віці 75 років, похований на Новодівичому кладовищі Москви.

## Наукові праці
Іван Олександрович був організатором науки, одним із засновників радянської наукової школи соціально-економічної географії зарубіжного світу і країнознавства. Спеціалізувався на вивченні країн Латинської Америки, Франції, Німеччини та інших країн Європи; засновник відповідних напрямків в університеті. Автор відомого підручника «Економічна географія зарубіжних країн», що витримав 15 перевидань впродовж 1935—1955 років. Підручник був перекладений на ряд європейських мов і видавався в Польщі, Чехословаччині, Болгарії, Угорщині, НДР, Китаї, Японії, Великій Британії, Франції. Вітвер створив в Московському університеті курси з географії світового господарства, історії економічної і політичної географії зарубіжних країн, спецкурси з географії Німеччини, Франції і Великої Британії.
Основні праці:
- (рос.) Витвер И. А. Южная Америка / Под ред. Н. Н. Баранского и С. В. Берштейна-Когана. — М.; Л. : Гос. изд-во, 1930. — 506 с. — (Экономическая библиотека. Всемирная экономическая география; Т. 10)
- (рос.) Витвер И. А. Бразилия и Аргентина: Социографический очерк. — М.; Л. : Гос. изд-во, 1930. — 160 с. — (Рабочая библиотека школьника II ступени. Серия по географии)
- (рос.) Витвер И. А. Карибские страны: (Мексика, Центральная Америка, Вест-Индия) / Под ред. Н. Н.. Баранского и Л. И. Мадьяра. — М.; Л. : Соцэкгиз, 1931. — 382 с. — (Экономическая библиотека. Всемирная экономическая география; Т. 11)
- (рос.) Витвер И. А. Экономическая география капиталистических стран: Учебник для средней школы. — М. : Учпедгиз, 1935. — 448 с.
- (рос.) Витвер И. А. Экономическая география Германии. — М. : Изд-во МГУ, 1939. — 112 с.
- (рос.) Витвер И. А. Германия: Краткий экономико-географический очерк. — М. : Военное изд-во Народного Комиссариата Обороны, 1945. — 104 с.
- (рос.) Витвер И. А. Историко-географическое введение в экономическую и политическую географию капиталистического мира. — М. : Изд-во МГУ, 1945. — 291 с.
- (рос.) Витвер И. А. Великобритания: Экономико-географический очерк / МИД СССР. Моск. гос. ин-т междунар. отношений. Кафедра страноведения. — М. : МИД СССР, 1947. — 208 с.
- (рос.) Витвер И. А. Исследование о «Французской школе географии человека». — М., 1948.
- (рос.) Витвер И. А. Экономическая география зарубежных стран. — М. : Учпедгиз, 1948. — 320 с.
- (рос.) Витвер И. А. Экономическая география зарубежных стран. — М. : Учпедгиз, 1953. — 452 с.
- (рос.) Витвер И. А. Экономическая география зарубежных стран. Учебник для 9 кл. средней школы. — М. : Учпедгиз, 1955.
- (рос.) Витвер И. А. Франция: Экономическая география. — М. : Географгиз, 1958. — 416 с.
- (рос.) Витвер И. А. Историко-географическое введение в экономическую географию зарубежного мира: Учебное пособие для университетов. — М. : Географгиз, 1963. — 368 с.
- (рос.) Витвер И. А., Слука А. Е., Черников Г. П. Современная Франция. — М. : Мысль, 1969. — 430 с. — 11 000 прим.
- (рос.) Витвер И. А. Избранные сочинения / Под ред. В. В. Вольского и А. Е. Слуки. — М. : Изд-во МГУ, 1998. — 592 с. — ISBN 5-211-04008-2.

## Нагороди і відзнаки
Іван Олександрович за свої здобутки в досліджуваній області був заслужено відмічений рядом нагород:
- 1951 — лауреат Державної премії СРСР за підручник для 9 класу з економічної географії зарубіжних країн[6][4].
- 1940 — орден «Знак Пошани», 185-річний ювілей університету[3][6].
- 1961 — Заслужений діяч науки РРФСР[6][4].
- Почесний член Російського географічного товариства.